# Juana Díaz Bio
Juana Díaz Bio (Camagüey, 4 agosto 1967) è un'ex cestista cubana.

## Carriera
Con Cuba ha risputato i Campionati mondiali del 1986 e i Giochi panamericani di Indianapolis 1987.